# New Inn (Galway)
New Inn (en irlandès an Cnoc Breac o "el turó esquitxat") és un llogaret d'Irlanda, al comtat de Galway, a la província de Connacht. La major part es troba al townland de Knockbrack, 14 km al nord-est de Loughrea. El poble està a l'Eiscir Riuada, una sèrie de turons que s'estén a través de les Grans Planes d'Irlanda. Hi ha moltes fortaleses antigues o Raths repartits per tota la parròquia, que s'exemplifica en topònims com Rathally i Rathglass. El townland de Grange, a l'oest de New Inn, conté un cementiri en el qual es troben les ruïnes d'un monestir cistercenc. El riu Dunkellib flueix a través de New Inn i desemboca a la rodalia de Woodlawn.

## El Festival de Màscares de New Inn
El festival de màscares de New Inn forma ara part de l'entreteniment de Nadal de New Inn. El festival, organitzat i promogut pel Consell de la Comunitat, està dissenyat per oferir als artistes una plataforma per a demostrar els seus talents i continuar amb la tradició de màscares a la Irlanda rural.